# Municipio de Petersburg (Minnesota)
El municipio de Petersburg (en inglés: Petersburg Township) es un municipio ubicado en el condado de Jackson en el estado estadounidense de Minnesota. En el año 2010 tenía una población de 232 habitantes y una densidad poblacional de 2,48 personas por km².

## Geografía
El municipio de Petersburg se encuentra ubicado en las coordenadas 43°32′52″N 94°55′34″O / 43.54778, -94.92611. Según la Oficina del Censo de los Estados Unidos, el municipio tiene una superficie total de 93.55 km², de la cual 93,52 km² corresponden a tierra firme y (0,03 %) 0,03 km² es agua.

## Demografía
Según el censo de 2010, había 232 personas residiendo en el municipio de Petersburg. La densidad de población era de 2,48 hab./km². De los 232 habitantes, el municipio de Petersburg estaba compuesto por el 99,14 % blancos, el 0,86 % eran de otras razas. Del total de la población el 1,29 % eran hispanos o latinos de cualquier raza.